# Halecia verecunda
Halecia verecunda es una especie de escarabajo del género Halecia, familia Buprestidae. Fue descrita científicamente por Chevrolat en 1867.